# Acantholipes circumdata
Acantholipes circumdata là một loài bướm đêm thuộc họ Erebidae. Nó được tìm thấy ở Ấn Độ và Pakistan qua Afghanistan và Iran tới bán đảo Arabian và miền đông Châu Phi.
Có nhiều lứa trong năm.
Ấu trùng ăn Taverniera spartea.